# Numskull
Numskull (справжнє ім'я Ґеррік Демонд Гасбендс) — американський репер. Виконавець розпочав кар'єру у дуеті Luniz, другим учасником котрого є Yukmouth. Luniz записали успішний сингл, гімн марихуані, «I Got 5 on It».
У віці 18 років він з'явився на платівці Дрю Дауна Fools from the Streets. Відеокліп «Ice Cream Man» призвів до підписання Sony контракту з Дрю та Virgin Records — з Luniz. У 2008 реперу висунули 15 обвинувачень, зокрема в зґвалтуванні, вандалізмі, погрозах, переконуванні не повідомляти про злочин, незаконному володінні зброєю (у 1993 виконавця вже притягували до кримінальної відповідальності за торгівлю наркотиками). Репер міг отримати мінімум 25 років ув'язнення. Проте Ґерріка виправдали за всіма справами, крім незконного володіння зброєю. Остаточний вирок: 5 років.

## Дискографія
Студійні альбоми
- 2007: Numworld
- 2008: Hear This!!

Спільні альбоми
- 2000: Good Laaawd That's a Lot of Drank (разом з Clee; під псевдонімом Drank-A-Lot)

## Нагороди та номінації
| Рік  | Номіновано | Нагорода                                                     | Результат |
| ---- | --- | ------------------------------------------------------------ | --------- |
| 1997 | «Stomp» (Люк Крессвелл, Чарлі Вілсон, Фіона Вілкс, Карл Сміт, Фрейзер Моррісон, Еверетт Бредлі, Yo-Yo, Чака Хан, Luniz та Шакіл О'Ніл) | Ґреммі — «Найкраще вокальне R&B виконання дуетом або групою» | Номінація |